# Quatre Jeunes Femmes
Série Les sœurs Lemp
Rêves de jeunesse (1938) Femmes adorables (1941)
Pour plus de détails, voir Fiche technique et Distribution.
Quatre Jeunes Femmes (Four Wives) est un film américain  en noir et blanc réalisé par Michael Curtiz, sorti en 1939.
Il s'agit du second volet de la trilogie incarnée par les trois sœurs Lane. Le précédent est Rêves de jeunesse (1938) et le suivant : Femmes adorables (Four Mothers, 1941).

## Synopsis
Les trois sœurs Lemp conspirent pour trouver un ami à leur quatrième sœur dont le mari s'est suicidé récemment. La veuve pense qu'elle est enceinte de son feu son époux ; elle refuse la demande en mariage du charmant Felix Dietz.

## Fiche technique
- Titre original : Four Wives
- Titre français : Quatre Jeunes Femmes
- Réalisation : Michael Curtiz, assisté de Byron Haskin (non crédité)
- Scénario : Julius J. Epstein, Philip G. Epstein et Maurice Hanline
- Photographie : Sol Polito
- Montage : Ralph Dawson
- Musique : Max Steiner
- Société de production : Warner Bros.
- Pays de production :  États-Unis
- Langue originale : anglais américain
- Format : noir et blanc — 35 mm — 1,37:1 — son : mono
- Genre : Drame romantique
- Durée : 110 min
- Dates de sortie : 
  - États-Unis : 22 décembre 1939
  - France : 29 novembre 1944

## Distribution
- Priscilla Lane : Ann Lemp Borden
- Rosemary Lane : Kay Lemp
- Lola Lane : Thea Lemp Crowley
- Gale Page : Emma Lemp Talbot
- Claude Rains : Adam Lemp
- Jeffrey Lynn : Felix Dietz
- Eddie Albert : Dr Clinton Forrest Jr.
- May Robson : Etta
- Frank McHugh : Ben Crowley
- Dick Foran : Ernest Talbot
- Henry O'Neill : Dr Clinton Forrest Sr.
- Vera Lewis : Mme Ridgefield
- John Qualen : Frank
- Betty Ross Clarke (non créditée) : l'infirmière du Dr Forrest